# Joel Embiid
Joel-Hans Embiid (ur. 16 marca 1994 w Jaunde) – kameruński koszykarz, posiadający także amerykańskie i francuskie obywatelstwo, występujący na pozycji środkowego w Philadelphia 76ers. W sezonie 2022/2023 uznany za najwartościowszego gracza w lidze NBA.
Pochodzi ze stolicy Kamerunu, Jaunde. Jego talent został odkryty podczas jednego z obozów koszykarskich organizowanych przez Luca Mbah A Moute. Za radą Mbah A Moute, w wieku 17 lat przeniósł się do Stanów Zjednoczonych, żeby rozwinąć swoje koszykarskie umiejętności. 
Rekordzista w ilości średniej oddawanych rzutów wolnych na mecz spośród graczy wybieranych na MVP sezonu zasadniczego.  

## Kariera
Uczęszczał do Montverde Academy, skąd po roku przeniósł się do The Rock School w Gainesville. W listopadzie 2012 poinformował, że w rozgrywkach uniwersyteckich będzie reprezentował University of Kansas. W 2013 wystąpił w meczu wschodzących gwiazd - Nike Hoop Summit. Po roku spędzonym na uczelni zgłosił się do draftu NBA 2014, w którym został wybrany z 3. numerem przez 76ers. 
W marcu 2014 doznał urazu pleców, przez który nie wystąpił już w żadnym spotkaniu do końca sezonu. Na kilka dni przed draftem Embiid poddał się operacji prawej stopy, która miała wykluczyć go z gry na okres od czterech do sześciu miesięcy. Ostatecznie stracił cały sezon 2014/15. W sierpniu 2015 Embiid przeszedł kolejną operację prawej stopy, która uniemożliwiła mu grę w kolejnym sezonie. 
4 października 2016, po ponad dwóch latach od ostatniej gry, Embiid ponownie pojawił się na parkiecie w meczu przedsezonowym przeciwko Boston Celtics. W związku z poważnym ryzykiem odnowienia kontuzji posiadał limit rozgrywanych minut na spotkanie oraz opuszczał mecze rozgrywane dzień po dniu. W lutym 2017 doznał urazu lewego kolana, a 24 marca przeszedł operację, przez którą opuścił resztę sezonu. W pierwszym sezonie na zawodowych parkietach wystąpił w zaledwie 31 spotkaniach, notując średnio 20,2 punktu i 7,8 zbiórek w 25 minut. Mimo opuszczenia większości spotkań w sezonie Embiid znalazł się w najlepszej piątce debiutantów sezonu 2016/17.
Tuż przed sezonem 2017/2018, 10 października 2017, Embiid podpisał pięcioletni kontrakt z 76ers opiewający na sumę 148 milionów dolarów. Dodatkowe 30 milionów dolarów miało zostać wypłacone, gdyby Kameruńczykowi udało się otrzymać nominację do All-NBA Team lub nagrodę dla najlepszego zawodnika ligi. 15 listopada 2017 zanotował 46 punktów, 15 zbiórek, 7 asyst i 7 bloków w wygranym meczu przeciwko Los Angeles Lakers. Dzięki świetnym występom zdobył uznanie fanów i został wybrany do pierwszej piątki meczu gwiazd. 28 marca 2018 po zderzeniu z kolegą z zespołu, Markelle Fultzem, doznał urazu kości w okolicy lewego oka. Powrócił do gry w trzecim meczu pierwszej rundy fazy play-off przeciwko Miami Heat. W drugiej rundzie 76ers przegrali z Celtics 1-4. Embiid został wybrany do drugiej najlepszej piątki i drugiej najlepszej defensywnej piątki sezonu. Zajął też drugie miejsce w głosowaniu na obrońcę roku NBA.
W sezonie 2020/2021 zajął drugie miejsce w głosowaniu na MVP sezonu.

## Osiągnięcia
Stan na 12 sierpnia 2024, na podstawie, o ile nie zaznaczono inaczej.

### NCAA
- Uczestnik turnieju NCAA (2014)
- Mistrz sezonu regularnego konferencji Big 12 (2014)
- Obrońca roku konferencji Big 12 (2014)[17]
- Zaliczony do:
  - I składu:
    - defensywnego Big 12 (2014)
    - nowo przybyłych zawodników Big 12 (2014)

  - II składu Big 12 (2014)

### NBA
- MVP sezonu NBA (2023)[1]
- Zaliczony do:
  - I składu debiutantów NBA (2017)[18]
  - II składu:
    - NBA (2018[19], 2019[20], 2021[21])
    - defensywnego NBA (2018[22], 2019[23], 2021[24])
- Wielokrotnie powoływany do udziału w meczu gwiazd NBA (2018, 2019[25], 2020[26], 2021[a], 2022[29], 2023[30], 2024[b])
- Uczestnik:
  - Rising Stars Challenge (2018)
  - Skills Challenge (2018)
- Lider sezonu NBA w średniej punktów (2022 – 30,6, 2023 – 33,1)[32]

### Reprezentacja
- Mistrz olimpijski (2024)[33]

## Statystyki

### NCAA
Na podstawie.
| Sezon   | Drużyna | M  | S5 | MPG  | FG%   | 3P%   | FT%   | RPG | APG | SPG | BPG | PPG  |
| ------- | ------- | -- | -- | ---- | ----- | ----- | ----- | --- | --- | --- | --- | ---- |
| 2013/14 | Kansas  | 28 | 20 | 23,1 | 62,6% | 20,0% | 68,5% | 8,1 | 1,4 | 0,9 | 2,6 | 11,2 |

### NBA
Stan na koniec sezonu 2023/24, na podstawie.

#### Sezon regularny
| Sezon   | Drużyna      | M   | S5  | MPG  | FG%   | 3P%   | FT%   | RPG  | APG | SPG | BPG | PPG  |
| ------- | ------------ | --- | --- | ---- | ----- | ----- | ----- | ---- | --- | --- | --- | ---- |
| 2016/17 | Philadelphia | 31  | 31  | 25,4 | 46,6% | 36,7% | 78,3% | 7,8  | 2,1 | 0,9 | 2,5 | 20,2 |
| 2017/18 | Philadelphia | 63  | 63  | 30,3 | 48,3% | 30,8% | 76,9% | 11,0 | 3,2 | 0,6 | 1,8 | 22,9 |
| 2018/19 | Philadelphia | 64  | 64  | 33,7 | 48,4% | 30,0% | 80,4% | 13,6 | 3,7 | 0,7 | 1,9 | 27,5 |
| 2019/20 | Philadelphia | 51  | 51  | 29,5 | 47,7% | 33,1% | 80,7% | 11,6 | 3,0 | 0,9 | 1,3 | 23,0 |
| 2020/21 | Philadelphia | 51  | 51  | 31,1 | 51,3% | 37,7% | 85,9% | 10,6 | 2,8 | 1,0 | 1,4 | 28,5 |
| 2021/22 | Philadelphia | 68  | 68  | 33,8 | 49,9% | 37,1% | 81,4% | 11,7 | 4,2 | 1,1 | 1,5 | 30,6 |
| 2022/23 | Philadelphia | 66  | 66  | 34,6 | 54,8% | 33,0% | 85,7% | 10,2 | 4,2 | 1,0 | 1,7 | 33,1 |
| 2023/24 | Philadelphia | 39  | 39  | 33,6 | 52,9% | 38,8% | 88,3% | 11,0 | 5,6 | 1,2 | 1,7 | 34,7 |
| Razem   |              | 433 | 433 | 31,9 | 50,4% | 34,1% | 82,6% | 11,2 | 3,6 | 0,9 | 1,7 | 27,9 |

#### Play-offy
| Sezon | Drużyna      | M  | S5 | MPG  | FG%   | 3P%   | FT%   | RPG  | APG | SPG | BPG | PPG  |
| ----- | ------------ | -- | -- | ---- | ----- | ----- | ----- | ---- | --- | --- | --- | ---- |
| 2018  | Philadelphia | 8  | 8  | 34,8 | 43,5% | 27,6% | 70,5% | 12,6 | 3,0 | 0,9 | 1,8 | 21,4 |
| 2019  | Philadelphia | 11 | 11 | 30,4 | 42,8% | 30,8% | 82,2% | 10,5 | 3,4 | 0,7 | 2,3 | 20,2 |
| 2020  | Philadelphia | 4  | 4  | 36,3 | 45,9% | 25,0% | 81,4% | 12,3 | 1,3 | 1,5 | 1,3 | 30,0 |
| 2021  | Philadelphia | 11 | 11 | 32,5 | 51,3% | 39,0% | 83,5% | 10,5 | 3,4 | 1,0 | 1,5 | 28,1 |
| 2022  | Philadelphia | 10 | 10 | 38,5 | 48,4% | 21,2% | 82,0% | 10,7 | 2,1 | 0,4 | 0,8 | 23,6 |
| 2023  | Philadelphia | 9  | 9  | 37,3 | 43,1% | 17,9% | 90,5% | 9,8  | 2,7 | 0,7 | 2,8 | 23,7 |
| 2024  | Philadelphia | 6  | 6  | 41,3 | 44,4% | 33,3% | 85,9% | 10,8 | 5,7 | 1,2 | 1,5 | 33,0 |
| Razem |              | 59 | 59 | 35,3 | 45,9% | 28,9% | 82,8% | 10,9 | 3,1 | 0,8 | 1,7 | 24,9 |